# ترسانة تولون

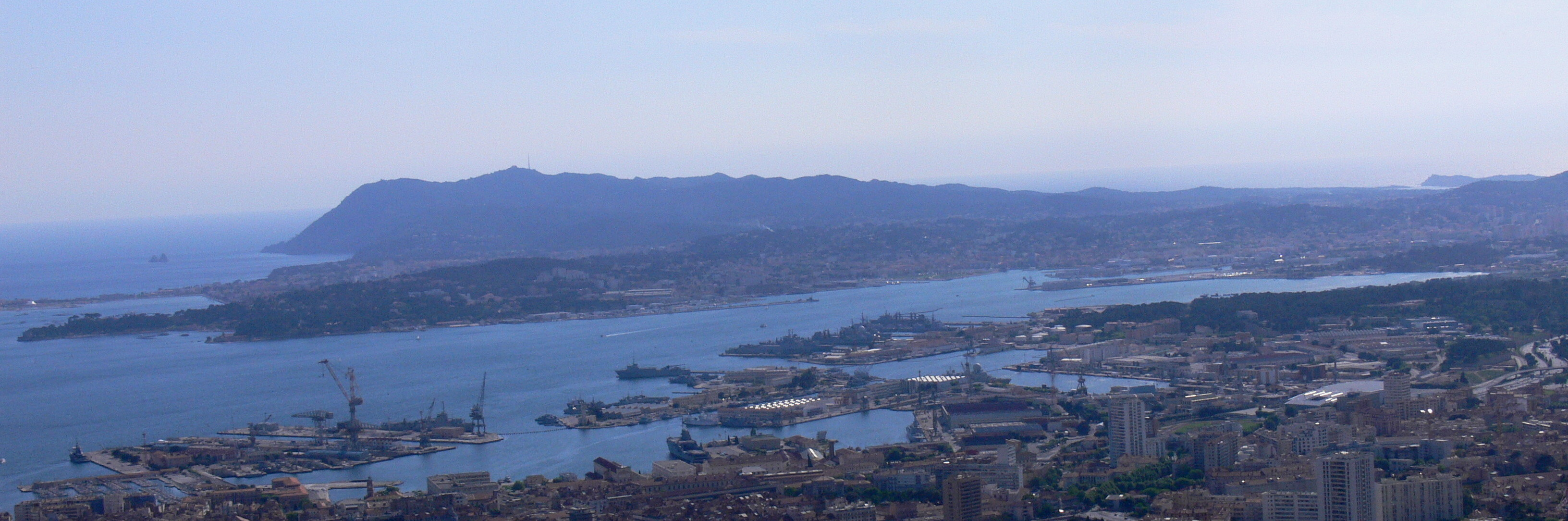
منظر عام من طريق تولون.

ميناء تولون العسكري أو ترسانة تولون (بالفرنسية: Arsenal de Toulon) هي القاعدة الرئيسية للبحرية الفرنسية وأكبر قاعدة بحرية في البحر الأبيض المتوسط،  وتقع في مدينة تولون. وتضم معظم قوة العمل البحرية الفرنسية، بما في ذلك حاملة الطائرات شارل ديغول بالإضافة إلى غواصاتها الهجومية النووية، في المجموع، تحوي القاعدة على أكثر من 60% من قوات البحرية الفرنسية، ويعمل حوالي 20,000 فرد عسكري ومدني في القاعدة.

## الميناء

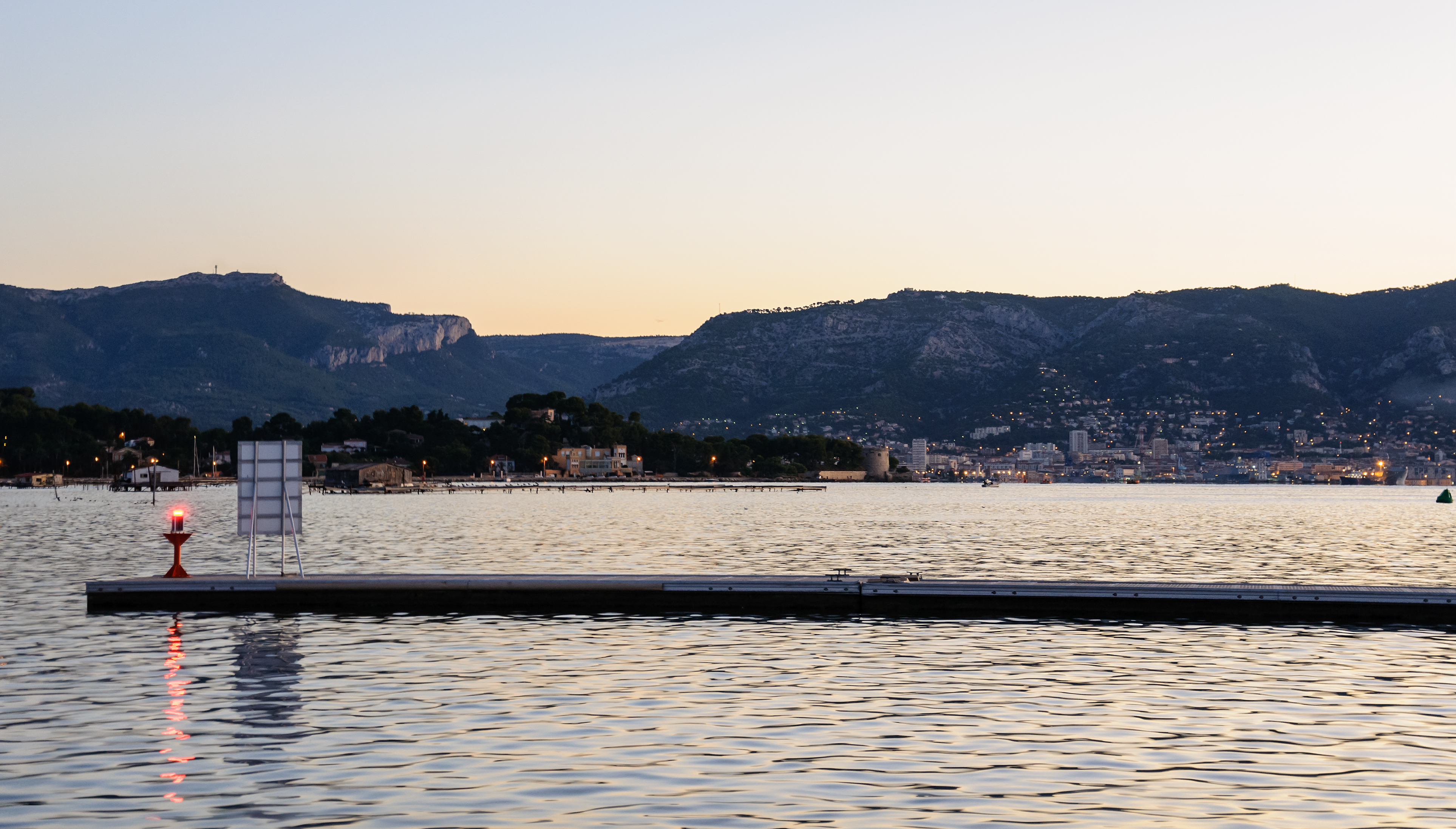
ميناء تولون كما يظهر من سان ماندرييه سوغ مير

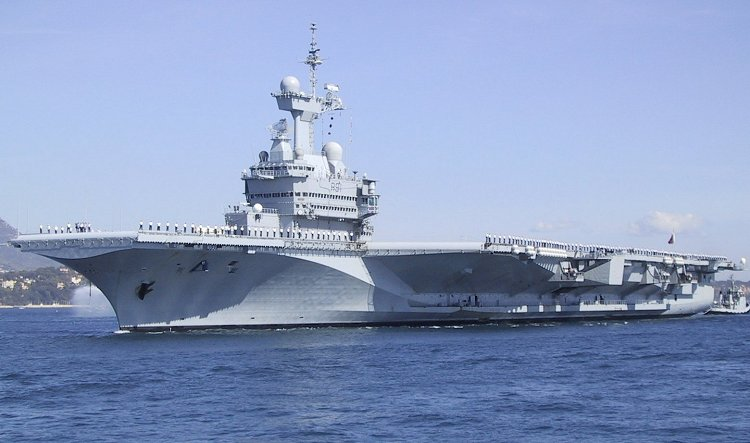
حاملة الطائرات شارل ديغول في مدينة تولون

تعتبر منطقة ميناء طولون واحدة من أفضل المراسي الطبيعية على البحر الأبيض المتوسط، وأكبر منطقة تجارية في أوروبا. وهي محمية من البحر بشبه جزيرة جينس وشبه جزيرة سان ماندرييه سوغ مير، واستخدمت المنطقة ميناءً عسكرياً منذ القرن الخامس عشر. تضم المنطقة ميناء سان ماندرييه سوغ مير، وميناء لا سين سور مير، بالإضافة إلى ميناء الترسانة أو ميناء طولون العسكري، والميناء التجاري.

## تاريخ

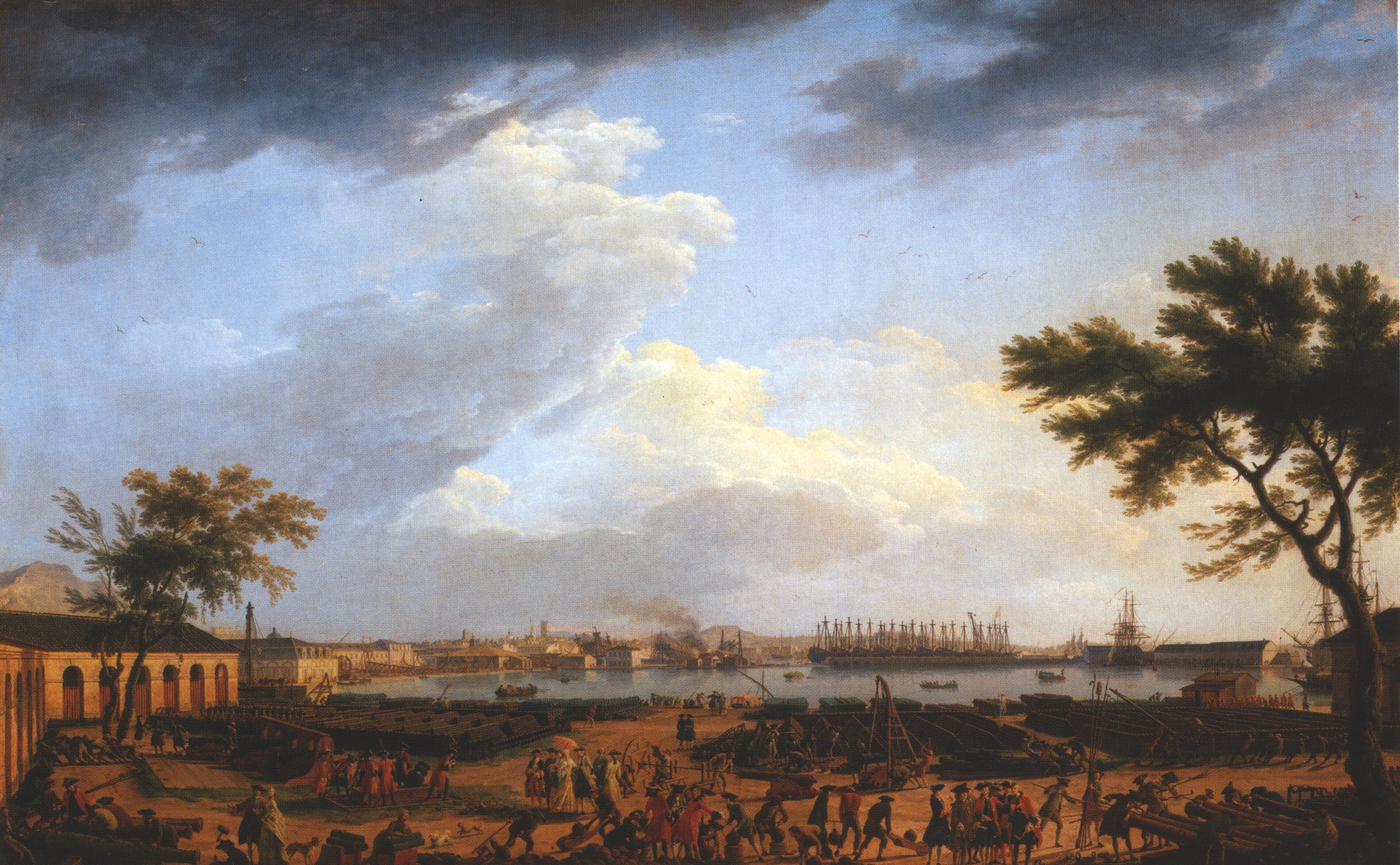
منظر لميناء تولون حوالي عام 1750، بريشة جوزيف فيرنت.

بدأ التاريخ الحديث للميناء عندما بنى لويس الثاني عشر جولته الملكية في طولون عام 1514. بُنيت ترسانة بحرية وحوض لبناء السفن في عام 1599، وبُني ميناء صغير محمي في فيل دارس، في 1604-1610 لحماية السفن من الرياح والبحر. وسع الكاردينال ريشيليو حوض بناء السفن بشكل كبير حيث رغب في تحويل فرنسا إلى قوة بحرية في البحر الأبيض المتوسط. في عام 1680، بدأ جان بابتيست كولبير، وزير الدولة للبحرية والمراقب المالي للملك لويس الرابع عشر، في بناء ميناء أكبر بكثير، يسمى دارس فوبان أو دارسي نوف، وحوض بناء السفن، الذي صممه مفوض التحصينات، فوبان.
في عام 1697، بنى فوبان مبنى كورديري المثير للإعجاب، وهو مبنى مصمم لصنع الحبال. يبلغ عرض الحبال، التي لا تزال قائمة، 20 مترًا وطولها 320 مترًا. بنيت الحبال من قبل المدانين من السجن المجاور، باجني دي تولون. أضيفت بوابة النصر (متحف البحرية الآن) إلى الترسانة في عام 1738.
توسعت الترسانة بشكل أكبر في القرن التاسع عشر والقرن العشرين. بدأ بناء ترسانة دو موريون في بداية القرن الثامن عشر، كامتداد لترسانة تولون الرئيسية على الساحل الشرقي للطريق. حتى القرن العشرين، كان هذا الامتداد يضم مخازن للأخشاب لبناء البحرية الفرنسية. منذ أواخر القرن التاسع عشر، كان حوض بناء السفن هذا هو الذي بنى أول فرقاطات حديدية في فرنسا ثم أول غواصات حديثة في العالم.

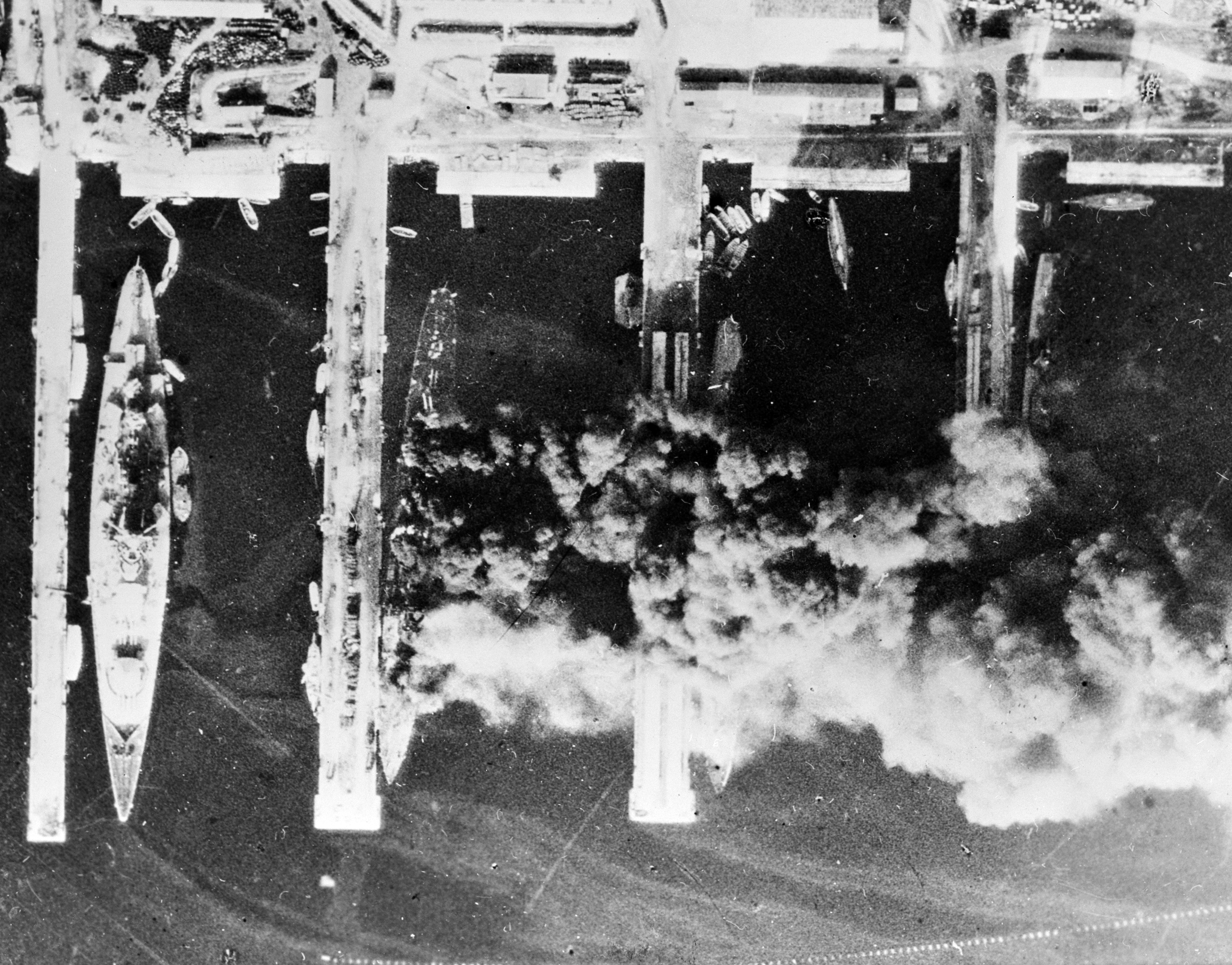
إغراق الأسطول الفرنسي في تولون عام 1942 (منظر جوي)

بدلاً من الانضمام إلى القوات الفرنسية الحرة في شمال إفريقيا وتجنب الاستيلاء عليها من قبل الألمان، أغرق الأسطول الفرنسي المتمركز في تولون سفنه في 27 نوفمبر 1942 بناءً على أوامر الأميرالية الفرنسية. خلال القرن العشرين، كانت ترسانة موريون مخصصة بشكل أساسي لنشاط الغواصات كقاعدة غواصات فرنسية حتى عام 1940، ثم قاعدة ألمانية من عام 1940 إلى عام 1945، ثم حوض بناء السفن ومصنع الطوربيد بعد عام 1945. تعرضت الترسانة لأضرار بالغة بسبب قصف الحلفاء في الحرب العالمية الثانية، ولكن أعيد بنائها وتحديثها منذ ذلك الحين. وتضم أحد عشر حوضًا جافًا لإصلاح السفن، أكبر هذه الأحواض يبلغ طوله 422 مترًا في 40 مترًا. لا تزال الترسانة هي الميناء العسكري الرئيسي لفرنسا، والميناء الرئيسي لحاملة الطائرات شارل ديغول، وسرب الغواصات الهجومية الفرنسية، والسفن الأخرى التابعة للأسطول الفرنسي في البحر الأبيض المتوسط.
الترسانة ليست مفتوحة للجمهور، لكن المتحف البحري يضم مجموعة ضخمة من نماذج السفن من القرن الثامن عشر، والتي كانت تستخدم لتدريب وريث العرش على الملاحة البحرية، بالإضافة إلى تذكارات بحرية أخرى. يمكن رؤية مبنى كورديري بجانب الطريق القريب. تنطلق جولات القوارب بانتظام من الواجهة البحرية، وتتيح للزوار إلقاء نظرة فاحصة على سفن الأسطول الفرنسي.

## البنى التحتية الرئيسية

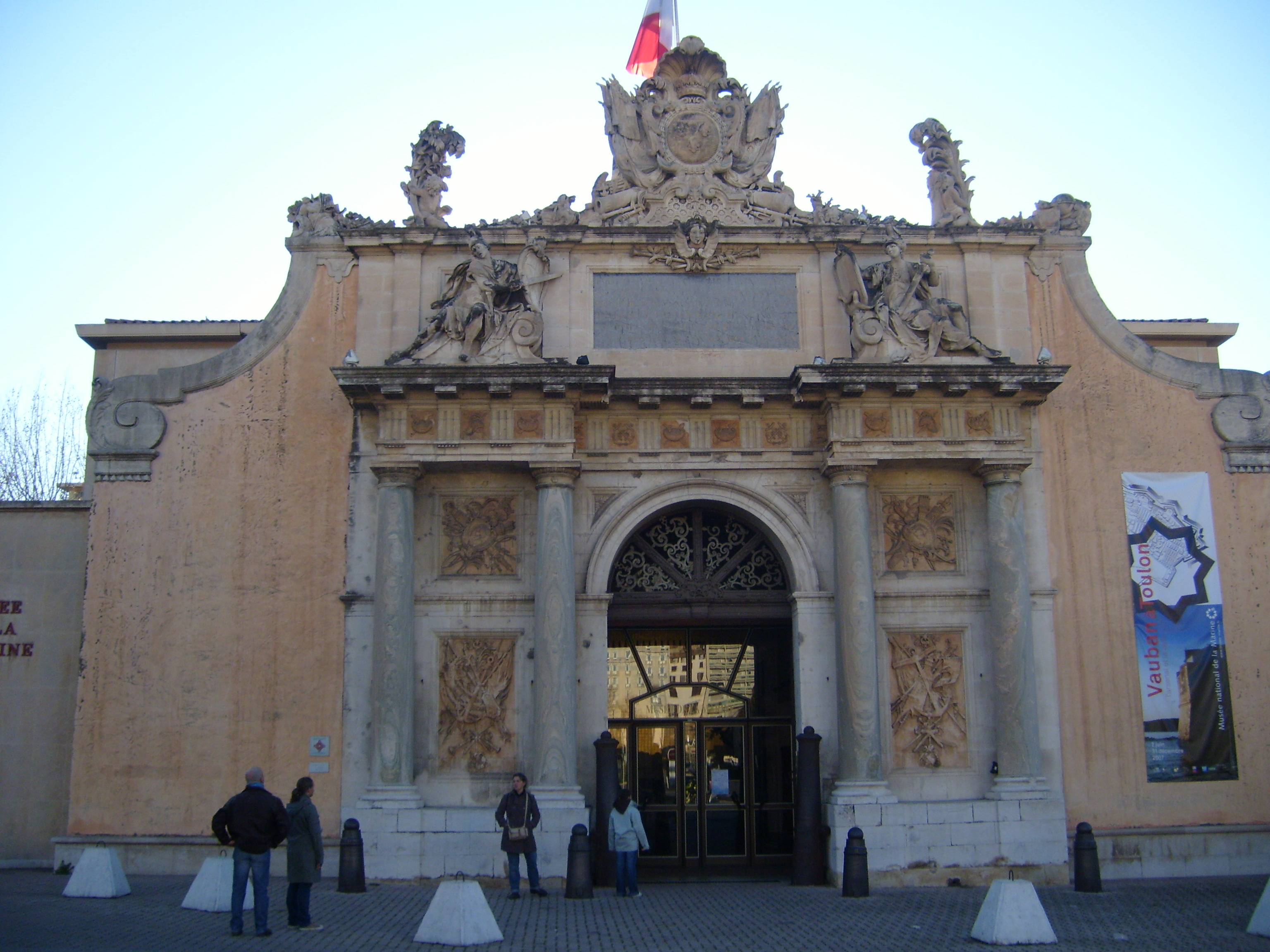
مدخل النصر لترسانة تولون (1738)، المتحف البحري الآن

وتنقسم القاعدة العسكرية إلى أربع مناطق رئيسية، لكل منها منفذ خاص بها إلى البحر. ومن الشرق إلى الغرب هي:
- كاستينيو
- مالبوسكيت
- ميسيسي
- ميلود

المنطقة الأولى لها مدخلين رئيسيين:
- بجوار الميناء المدني - البوابة الرئيسية المجاورة للمتحف البحري الذي تعتبر واجهته، المصنفة كنصب تاريخي، سلف هذه البوابة الجديدة. تقع البوابة الجديدة بجوار رصيف الشرف الخاص بالترسانة والواجهة الأثرية للمحافظة، وتحيط بها المدافع والتذهيب.
- عند المدخل الغربي لوسط مدينة تولون - وهو أكثر عملية من المدخل الآخر (يبعد أقل من 200 متر عن مخرج الطريق السريع إلى أربعة طرق)، فإنه يضمن تدفق قوافل الشحن المدنية والعسكرية من القاعدة بحرية.

أما البوابات الثلاث الأخرى فهي ثانوية وقليلة الاستخدام، على الرغم من أنها لا تزال تخضع لحراسة مشددة. إلى أقصى الغرب، في بلديتي لا سين سور مير وأوليول، تتصل القاعدة العسكرية بميناء بريجيلون التجاري، وهي متصلة بالشبكات الوطنية والإقليمية للتزود بالإمدادات.
يمكن الوصول مباشرة إلى ترسانة دو موريون، بجوار الطريق، عبر الترسانة الشمالية التي كانت تضم قاعدة غواصات حتى عام 1945. يتم الوصول إلى الترسانة الجنوبية عن طريق ممر صغير للو موريون بجوار مصنع الطوربيد السابق.

### الطرق والسكك الحديدية
وتمتلك القواعد العسكرية أكثر من 30 كيلومترا من الطرق ومعابر السكك الحديدية وإشارات المرور واللافتات وما إلى ذلك. كما أن لديها خط سكة حديد يمتد من المحطة في لا سين سور مير إلى الأرصفة.

### المنشآت البحرية
المنشآت البحرية لميناء تولون هي من الشرق إلى الغرب:

#### رصيف الشرف
ويستخدم لإيواء السفن الأجنبية، أو السفن الكبيرة. تقليديا، تم استخدام هذا الرصيف لتكريم السفن المتميزة من خلال وضعها على مرمى البصر من الميناء التجاري.

#### الأحواض الجافة الأربعة ورصيف فوبان
الأحواض الجافة الأربعة مناسبة لإصلاح السفن المتوسطة والكبيرة. يُستخدم رصيف فودان كمرسى للسفن الصغيرة (دعم الغواصين، وحرب الألغام، والقاطرات، وزوارق الدورية) والسفن القديمة.

#### رصيف ميسيسي ورصيف مالبوسكيت
لإيواء غواصات الهجوم النووي. الأرصفة مجهزة بأسقف متحركة تغطي الغواصات عند تجديد معداتها النووية. وتضم هذه الأرصفة أيضًا عددًا من الأحواض الجافة.

#### أرصفة ميلود
محطات الرسو الرئيسية للميناء، حيث تتمركز الفرقاطات وحاملات الطائرات وناقلات الأسطول وسفن الإنزال.

## روابط خارجية
- تكوين القيادة العليا للدائرة البحرية بتولون
- مقالة عن نتمارين
- ملف عن ميناء تولون نسخة محفوظة 24 March 2010 على موقع واي باك مشين.